# Bleus Horizons
Bleus Horizons est un récit romancé de Jérôme Garcin paru en 2013 aux éditions Gallimard évoquant la mémoire de Jean de La Ville de Mirmont.

## Résumé
Jean de La Ville de Mirmont est un sous-officier et un poète, disparu dans l'Aisne, enterré vivant par une explosion d'obus, pendant la Première Guerre mondiale. Le roman est écrit à la première personne par un de ses amis et compagnon d'armes, attaché obsessionnellement à faire reconnaitre les talents littéraires du trépassé, personnage sensible, extrême, séduisant, pour que son souvenir ne disparaisse pas dans le néant. Le récit est aussi l'occasion de faire le portrait de Maurice Ravel, François Mauriac et Bernard Grasset, qui ont connu le disparu, alors qu'il n'était qu'un fonctionnaire obscur, courtelinesque et pas encore reconnu comme écrivain. 
Le titre Bleus Horizons fait écho à l'une des œuvres de Mirmont, L'Horizon chimérique.

## Réception critique
Le roman reçoit le prix François-Mauriac de la région Aquitaine en 2013.

## Éditions
- Éditions Gallimard, 2013  (ISBN 978-2-07-013061-0)